# Manambotra Sud
Manambotra Sud è una città e comune del Madagascar situata nel distretto di Farafangana, regione di Atsimo-Atsinanana. 
La popolazione del comune rilevata nel censimento 2001 era pari a 5 431 unità.
È disponibile solo l'istruzione primaria. La maggior parte della popolazione del comune, il 94,9%, è costituita da agricoltori, mentre un ulteriore 4% trae il proprio sostentamento dall'allevamento di bestiame. Il raccolto più importante è la manioca, mentre altri prodotti rilevanti sono il caffè, il pepe e il riso. I servizi forniscono occupazione allo 0,1% della popolazione. Inoltre, la pesca impiega l'1% della popolazione.